# Gudrun Weyel
Gudrun Weyel (* 19. Mai 1927 in Berlin; † 16. Mai 2011 in Wörrstadt) war eine deutsche Politikerin der SPD.
Weyel legte im Jahr 1944 ihr Abitur in Breslau ab. Nach dem Ende des Zweiten Weltkriegs zog sie nach Diez. Sie absolvierte eine ländliche Hauswirtschaftslehre und eine Landfrauenschule. Von 1952 bis 1954 arbeitete sie als Landwirtschaftslehrerin und Wirtschaftsberaterin in der Landwirtschaftskammer von Hessen-Nassau. Anschließend lehrte sie von 1956 bis 1980 an Berufsfachschulen in Hofheim am Taunus und Limburg an der Lahn.
Sie trat 1963 der SPD bei. Von 1969 bis 2009 gehörte sie ununterbrochen dem Stadtrat ihrer Heimatstadt Diez an. Von 1980 bis 1994 war sie Mitglied des Deutschen Bundestages. Dabei fungierte sie von 1987 bis 1994 als Parlamentarische Geschäftsführerin ihrer Fraktion. Weyel wurde stets über die Landesliste Rheinland-Pfalz in den Bundestag gewählt.
Sie starb im Mai 2011 wenige Tage vor ihrem 84. Geburtstag.